# Günzkofen (Adlkofen)
Günzkofen ist ein Ortsteil der Gemeinde Adlkofen im niederbayerischen Landkreis Landshut.

## Lage
Das Kirchdorf Günzkofen liegt etwa zwei Kilometer südöstlich von Adlkofen im Isar-Inn-Hügelland.

## Geschichte
1011 wurde der Ort urkundlich als Gunzinchovun erwähnt. Er entstand als Rodungsort. Von 1687 bis 1803 bestand das sogenannte Schergenamt in Adlkofen, das von einem Amtmann des Landgerichtes Teisbach geleitet wurde, der richterliche Funktionen über alle Leute ausübte, die nicht Untertanen eines Hofmarksherren waren. Ihm unterstand auch die Obmannschaften Günzkofen. 1812 entstanden aus diesen alten Verwaltungseinheiten die politischen Gemeinden. In Günzkofen bestand eine kleine Hofmark.
Zum 15. Januar 2018 lebten 294 Einwohner in Günzkofen.

## Wirtschaft

### Wohnen und Bauen
Ein Bebauungsplan existiert nicht. Die Bodenrichtwerte 2011/2012 in Günzkofen waren wie folgt:
- Wohnbauflächen / ausgewiesene Baugebiete: € 90,--
- baureifes Land / unbeplanter Innenbereich: € 70,--
- Ackerland: € 6,--

### Verkehr
Über die LA 3 und die LA 31 erreicht man von Günzkofen aus in nördlicher Richtung den Hauptort Adlkofen. In südlicher Richtung führt die LA 31 nach Geisenhausen. Von dort hat man Anschluss an die Bundesstraße 299. In westlicher Richtung gelangt man über die LA 3 und die Staatsstraße 2045 in die Stadt Landshut. Von dort aus hat man Anschluss an die Bundesstraßen 299 und 15 sowie die Bundesautobahn 92. In östlicher Richtung erreicht man über die LA 3 den Nachbarlandkreis Kröning.

### Abwasserentsorgung
Im Ortsteil Günzkofen (Ausbaugröße in Einwohnern: 360) wird eine kommunale Kläranlagen betrieben. Diese wurde 2002 fertiggestellt.

## Sehenswürdigkeiten

### Baudenkmäler
Siehe auch: Liste der Baudenkmäler in Günzkofen
Katholische Kirche St. Jakobus
Die Filialkirche der Pfarrei Adlkofen ist eine Saalkirche. 1508 wurde sie im spätgotischen Stil erbaut. Bei einem schweren Unwetter 1722 trug sie starke Beschädigungen davon. Auf Drängen des Hofmarksherren, Graf von Seyboldsdorf, wurde sie 23 Jahre später wieder aufgebaut und bis 1748 barock umgestaltet. Seit 1848 verfügt sie über einen Treppenturm mit Spitzhelm errichtet vom Landshuter Baumeister Bernlochner. Sie ist im Ortskern gelegen und Namensgeber einer Ortsstraße (Kirchstraße).

### Grünflächen und Naherholung
Für Kinder und Jugendliche steht in Günzkofen ein Spielplatz zur Verfügung.

### Gasthäuser
Es gibt ein Gasthaus mit dem Namen Schaidhammer.

## Vereine
Freiwillige Feuerwehr Günzkofen
Die Freiwillige Feuerwehr Günzkofen war bis 1977 als Löschgruppe Günzkofen Teil der Freiwilligen Feuerwehr Adlkofen, von der sie sich 1978 ablöste. 1979 erhielt sie durch das Landratsamt die Eigenständigkeit als Freiwillige Feuerwehr Günzkofen. Das Feuerwehrhaus wurde am 25. Oktober 1964 eingesegnet.
Gartenbauverein Günzkofen